# سان خوان دو آزنالفراچه
سان خوان دو آزنالفراچه (به اسپانیایی: San Juan de Aznalfarache) یک منطقهٔ مسکونی در اسپانیا است که در سبیا واقع شده‌است. سان خوان دو آزنالفراچه ۴ کیلومتر مربع مساحت دارد ۴۹ متر بالاتر از سطح دریا واقع شده‌است.